# Cratere Sher-Gil
Sher-Gil  è un cratere sulla superficie di Mercurio.